# Макнил (Аризона)
Макнил (енгл. McNeal) насељено је место без административног статуса у америчкој савезној држави Аризона.

## Демографија
По попису из 2010. године број становника је 238.
| Група             | 2000.    | 2010.       |
| Белци             | 0 (0,0%) | 222 (93,3%) |
| Афроамериканци    | 0 (0,0%) | 0 (0,0%)    |
| Азијати           | 0 (0,0%) | 0 (0,0%)    |
| Хиспаноамериканци | 0 (0,0%) | 15 (6,3%)   |
| Укупно            | 0        | 238         |